# Montecchio Maggiore
Montecchio Maggiore – miejscowość i gmina we Włoszech, w regionie Wenecja Euganejska, w prowincji Vicenza.
Według danych na rok 2004 gminę zamieszkiwało 20 730 osób, 691 os./km².
Znajdują się tutaj legendarne zamki Romea i Julii.

## Miasta partnerskie
- Alton
- Carloforte
- Pasawa